# Hedysarum vicioides
Hedysarum vicioides là một loài thực vật có hoa trong họ Đậu. Loài này được Turcz. miêu tả khoa học đầu tiên.

## Hình ảnh

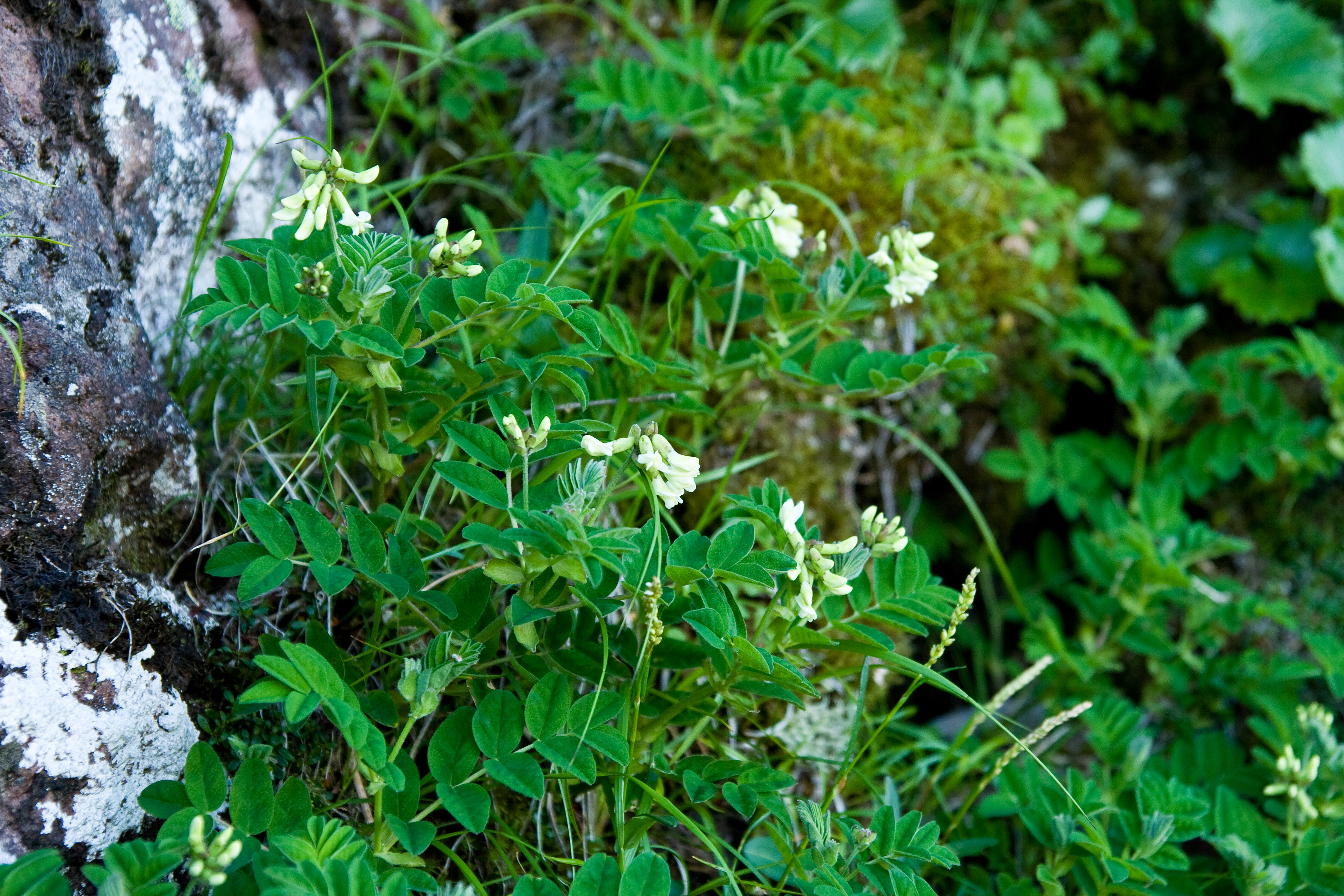
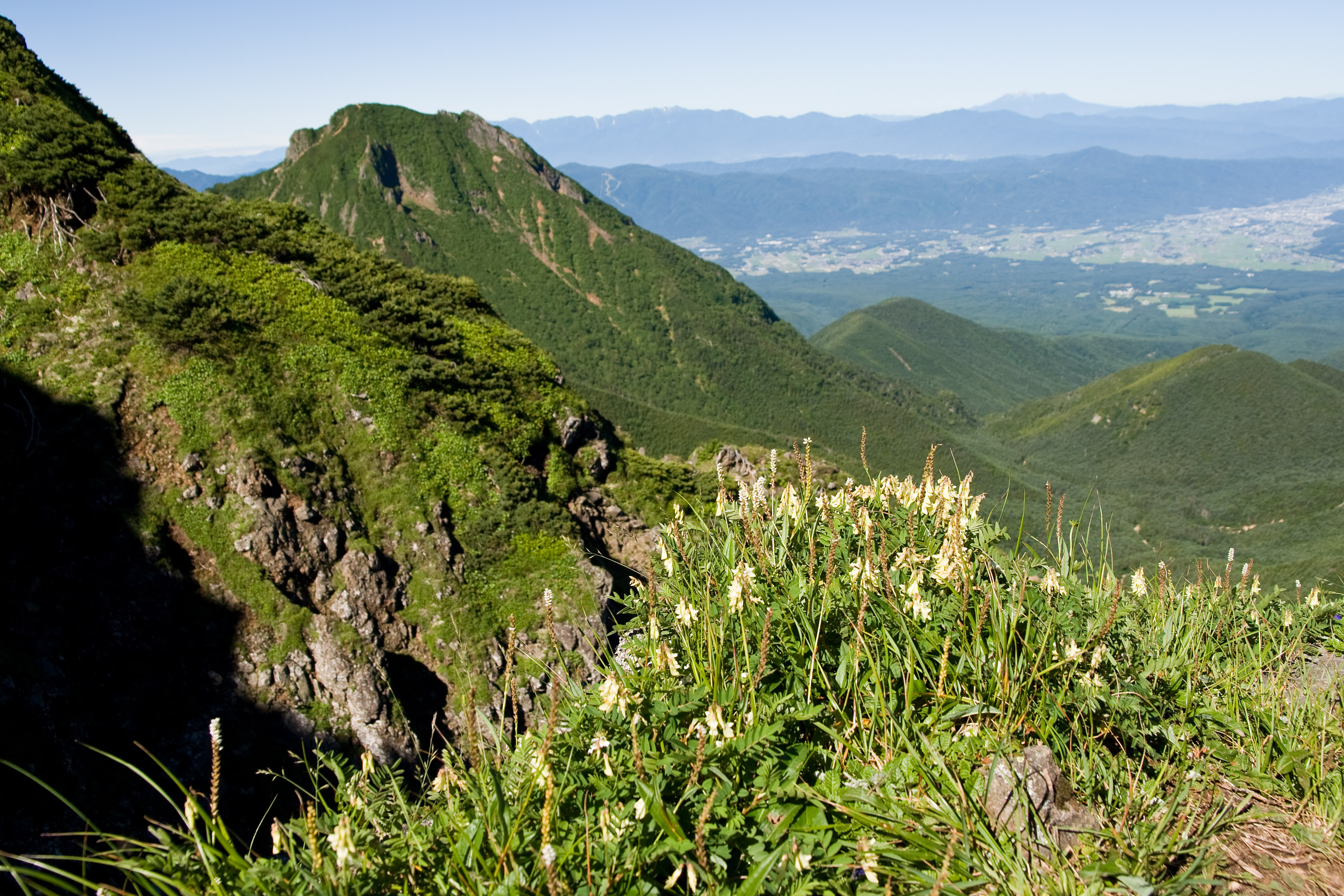
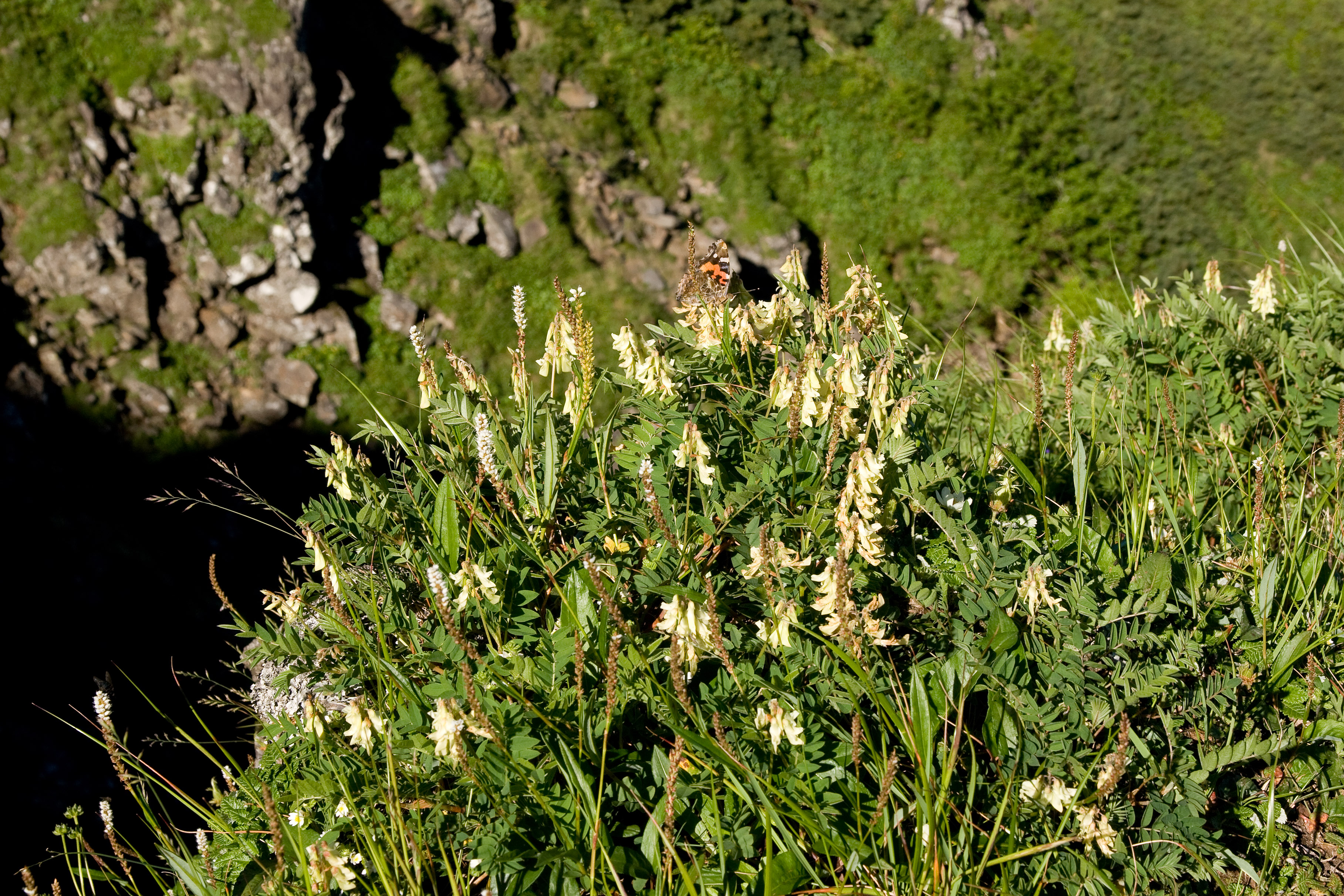
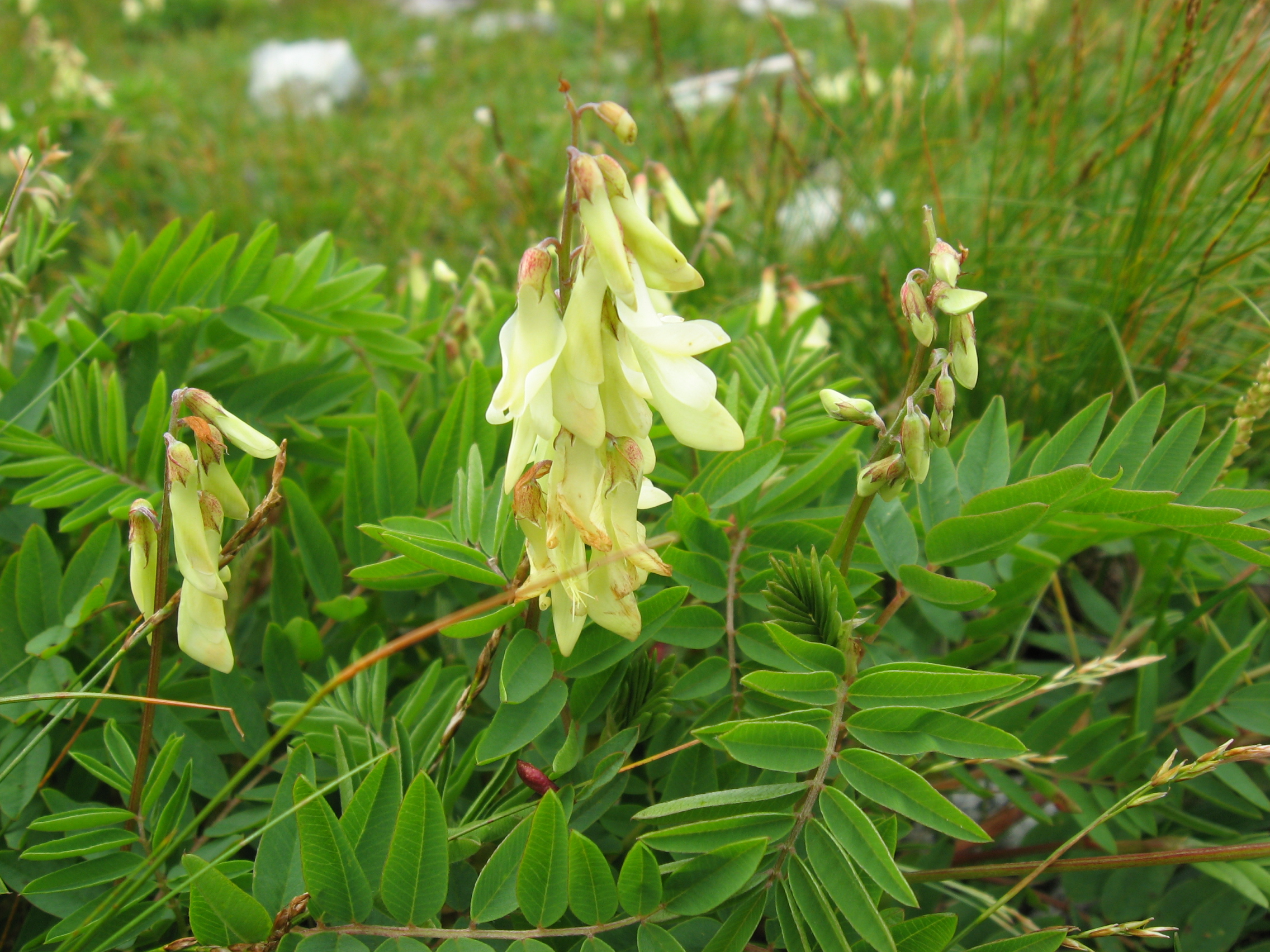